# Take the Lead
Take the Lead är en amerikansk drama-dansfilm från 2006, med Antonio Banderas i huvudrollen.

## Rollista
- Antonio Banderas – Pierre Dulaine
- Rob Brown – Rock
- Yaya DaCosta – LaRhette
- Alfre Woodard – Augustine James
- John Ortiz – Mr. Temple
- Laura Benanti – Tina
- Jonathan Malen – Kurd
- Jasika Nicole – Egypt
- Shawand McKenzie – Big Girl
- Dante Basco – Ramos
- Elijah Kelley – Danjou
- Jenna Dewan – Sasha
- Marcus T. Paulk – Eddie
- Brandon D. Andrews – Monster
- Lauren Collins – Caitlin
- Katya Virshilas – Morgan
- Alison Sealy-Smith – Rocks mamma
- Phillip Jarrett – Rocks pappa